# Lago Ülemiste
Il lago Ülemiste (in estone: Ülemiste järv) è un lago situato nei pressi di Tallinn e rappresenta la principale fonte di approvvigionamento idrico della città. Il lago è alimentato soprattutto dai fiumi Kurna e Pirita, attraverso il canale Vaskjala-Ülemiste.
Amministrativamente appartiene al distretto di Kesklinn, si trova nella zona centrale di Tallinn e sulla riva orientale è situato l'Aeroporto di Tallinn,

## Miti e leggende
All'interno della superficie lacustre sorge una pietra chiamata Lindakivi (che significa "la pietra di Linda"). Nella mitologia ugro-finnica, si ritiene che fosse una delle grosse pietre trasportate da Linda per erigere la tomba di Kalev a Toompea, ma che poi le cadde accidentalmente. Dopo esservi seduta sopra, Linda pianse per la morte del marito, e le sue lacrime generarono il lago.
Un'altra leggenda della mitologia ugro-finnica, legata al lago Ülemiste, narra del cosiddetto "vecchio di Ülemiste" (in estone: Ülemiste vanake). Stando al racconto, un uomo di età avanzata riposerebbe al di sotto delle acque del lago, ma di tanto in tanto si risveglierebbe per recarsi alle porte di Tallinn e chiedere alle guardie se la costruzione della città sia stata ultimata. Se le guardie rispondessero affermativamente, il vecchio non tarderebbe a liberare le acque del lago (che è in posizione rialzata rispetto a Tallinn) ed a sommergerla. Per questa ragione le guardie devono sempre stare sveglie ed all'erta su chi gli si pone davanti, rispondendo in ogni caso che la città non è stata ancora finita di costruire. A vigilare sulla loro prontezza ci penserebbe il Vana Toomas (il vecchio Tommaso), la statuetta posta in cima alla guglia della torre del municipio gotico (Raekoda) della città vecchia (Vanalinn).